# جنگلداری در نیوزیلند

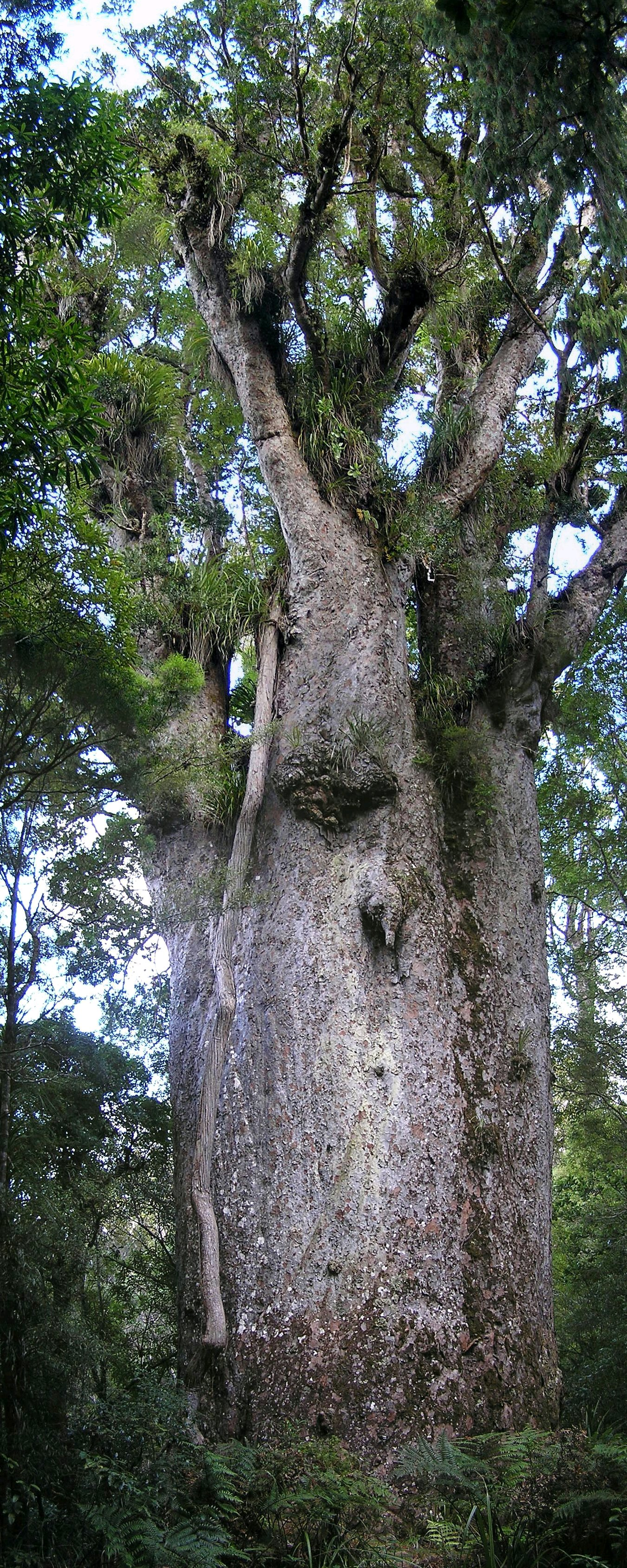
درخت کائوری (درخت کائوری) به دلیل چوب مرغوبش به‌طور گسترده قطع می‌شد.

جنگلداری در نیوزیلند تاریخی دارد که با سکونت اروپاییان در قرن نوزدهم آغاز می‌شود و اکنون صنعتی با ارزش هفت درصد است. درآمد سالانه. بخش عمده‌ای از پوشش جنگلی بومی اولیه سوخته و قطع شده است، با این حال جنگل‌ها به‌طور گسترده کاشته شده‌اند، عمدتاً با ارقام سریع الرشد کاج مونتری. تراشه‌های چوب، الوار کامل، الوار و محصولات کاغذی از نیوزیلند صادر می‌شوند.
جنگل‌زدایی در زمین‌های عمومی در نیوزیلند با مخالفت‌هایی روبرو شد و گروه‌های محیط زیستی تا پایان سال ۲۰۰۰ بسیار فعال شدند. قطع درختان جنگل‌های بومی اکنون فقط در زمین‌های خصوصی انجام می‌شود، اگر ثابت شود که این کار پایدار است.

## تاریخچه
آسیاب کردن جنگل‌های بومی وسیع نیوزیلند یکی از اولین صنایع در سکونتگاه‌های اروپایی این کشور بود. چوب سخت بلند و صاف کائوری برای دکل کشتی و تیرک‌ها ایده‌آل بود. با تأسیس مستعمره جدید، چوب رایج‌ترین مصالح ساختمانی بود و مناطق وسیعی از جنگل‌های بومی پاکسازی شدند. ریمو، توتارا، ماتائی و میرو الوارهای مورد علاقه بودند.
کاج مونتری (کاج مونتری) در دهه ۱۸۵۰ به نیوزیلند معرفی شد. این گیاه در این شرایط رشد کرد و در عرض ۲۸ سال به بلوغ رسید، که بسیار سریع‌تر از زادگاهش در کالیفرنیا بود. مشخص شد که این گیاه در خاک اسیدی و نابارور فلات آتشفشانی، جایی که تلاش‌ها برای کشاورزی شکست خورده بود، به خوبی رشد می‌کند. توماس ویلیام آدامز از دهه ۱۸۷۰ در کانتربری با درختان رادیاتا و سایر درختان آزمایش کرد و صنعت جنگلداری اولیه را ارتقا داد. دولت در سال ۱۸۹۹ کاشت جنگل‌های عجیب و غریب را در واکاراواروا، نزدیک روتوروا، آغاز کرد. این امر برای رفع کمبود فزاینده چوب در پی اتمام جنگل‌های بومی با رشد آهسته بود.
از سال ۱۹۰۱، مزارع زندان در اداره می‌شد. تا سال ۱۹۲۰، زندانیان ۴۰ میلیون درخت در زمینی به مساحت تقریباً ۱۶۰۰۰ هکتار کاشته بودند.
در دهه ۱۹۳۰، مناطق وسیعی از زمین توسط امدادگران در رادیاتا کاشته شد. بزرگ‌ترین قطعه زمین، جنگل کاینگاروا با ۱۸۸۰۰۰ هکتار مساحت بود که بزرگ‌ترین جنگل دست کاشت جهان محسوب می‌شود. همزمان با رشد و توسعه جنگل‌های اصلی، صنایع فرآوری مانند کارخانه کینلیت در توکوروا و کارخانه تاسمان در کاورائو تأسیس شدند.

## جنگل‌های دست کاشت

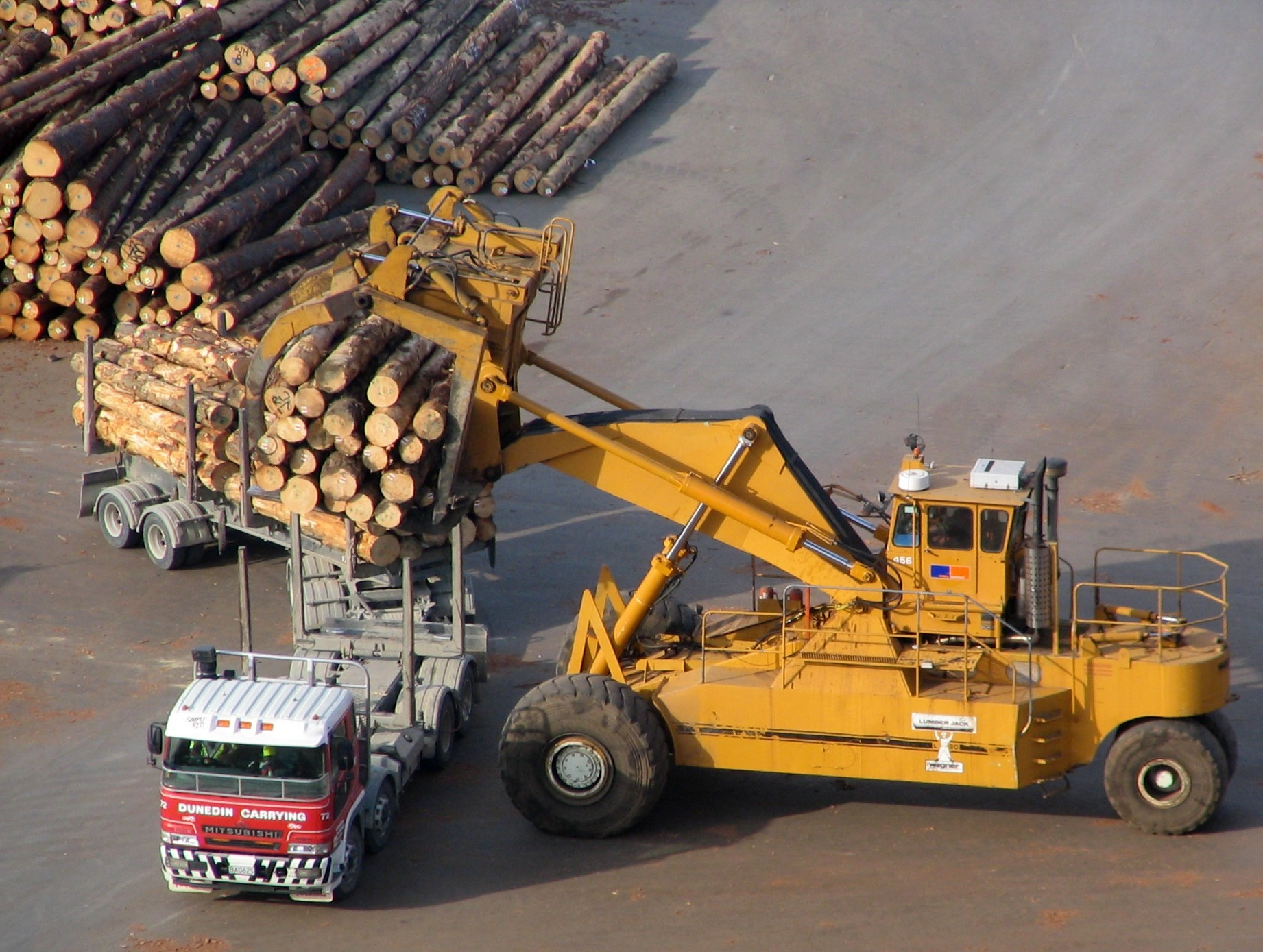
یک کامیون حمل چوب در حال تخلیه بار در بندر چالمرز

جنگل‌های دست کاشت با اندازه‌های مختلف اکنون در تمام مناطق نیوزیلند به جز اوتاگو مرکزی و فیوردلند یافت می‌شوند. در سال ۲۰۰۶، مساحت کل آنها ۱٫۸ میلیون هکتار بود که ۸۹٪ آن به کاج رادیاتا و ۵٪ به صنوبر داگلاس (صنوبر داگلاس) اختصاص داشت. برداشت الوار در سال ۲۰۰۶، ۱۸٫۸ میلیون متر مکعب بود که نسبت به ۲۲٫۵ میلیون متر مکعب در سال ۲۰۰۳ کاهش یافته است. پیش‌بینی می‌شود با بالغ شدن جنگل‌های جدیدتر، این میزان به ۳۰ میلیون متر مکعب افزایش یابد. ارزش کل صادرات جنگلداری (تنه درخت، چیپس، الوار اره شده، پانل‌ها و محصولات کاغذی) برای سال منتهی به ۳۱ مارس ۲۰۰۶، ۳٫۶۲ میلیارد دلار نیوزیلند بود که در سال ۲۰۱۸ به ۵ میلیارد دلار نیوزیلند افزایش یافت استرالیا کمی بیش از ۲۵ درصد از ارزش صادرات، که عمدتاً محصولات کاغذی است، را به خود اختصاص داده است و پس از آن ژاپن، کره جنوبی، چین و ایالات متحده قرار دارند. در سال ۲۰۱۸، محصولات چوبی سومین صادرات بزرگ نیوزیلند بودند (محصولات لبنی و گوشت بیشترین صادرات را داشتند) و جنگلداری تقریباً ۳٪ از تولید ناخالص داخلی ملی را تشکیل می‌داد و مستقیماً ۲۰٬۰۰۰ نفر را استخدام می‌کرد. در سطح جهانی، صنعت جنگلداری نیوزیلند از نظر تولید سهم نسبتاً کمی دارد و ۱٪ از عرضه جهانی چوب برای اهداف صنعتی را تشکیل می‌دهد.

## فوت‌شدگان
آمار نیو نیوزیلند نشان می‌دهد که جنگلداری با ۵۶٫۷۳ مورد مرگ و میر به ازای هر ۱۰۰۰۰۰ کارگر، خطرناک‌ترین شغل در نیوزیلند است.

## چوب‌بری
تراشه‌های چوب نرم و چوب سخت از نیوزیلند صادر می‌شوند.

## مخالفت با قطع درختان جنگلی بومی

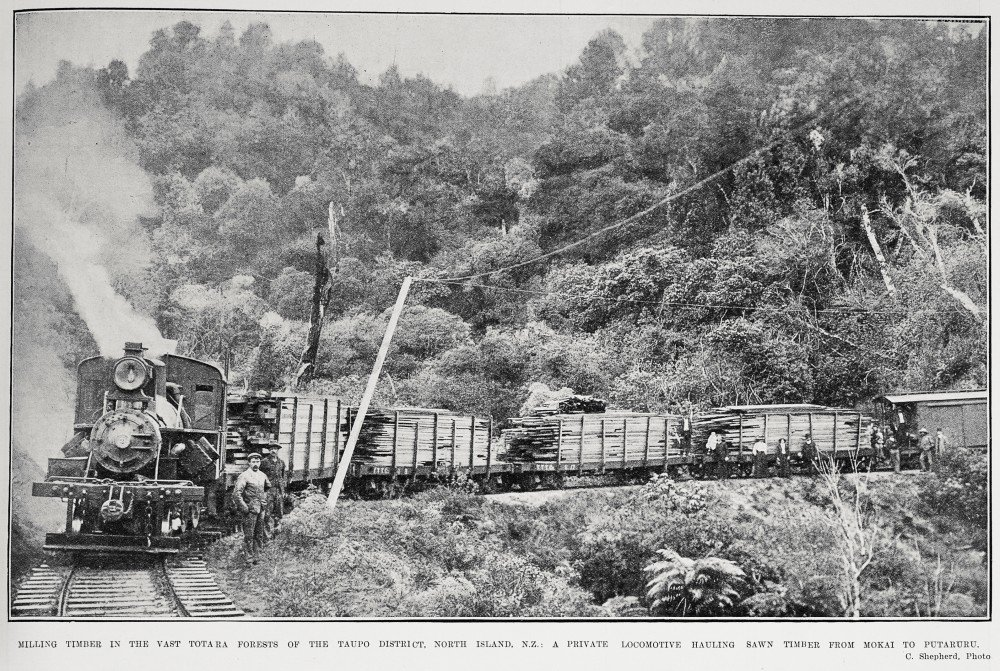
صنایع چوب توتارا، ناحیه تائوپو، نیوزیلند (۱۹۱۰)

## قانونگذاری
- قانون جنگل‌ها ۱۹۴۹
- قانون اصلاح جنگل‌ها مصوب ۱۳

## برای مطالعهٔ بیشتر
- روش، مایکل؛ (۱۹۹۰) تاریخ جنگلداری نیوزیلند. ولینگتون: شرکت چاپ جی‌پی لیمیتدشابک ‎۰-۴۷۷-۰۰۰۰۴-۵
- بون، کوین؛ (۲۰۰۵) جنگل‌ها: تحولات در تاریخ نیوزیلند . انتشارات وایاتاروا.شابک ‎۱−۸۶۹۶۳−۲۰۱-Xشابک ۱-۸۶۹۶۳-۲۰۱-ایکس